# Herman Vandenburg Ames
Herman Vandenburg Ames (/eɪmz/; Lancaster, 7 de agosto de 1865 – Filadélfia, 7 de fevereiro de 1935) foi um historiador jurídico americano, arquivista e professor de história constitucional dos Estados Unidos na Universidade da Pensilvânia e, de 1907 a 1928, reitor de seu pós-graduação. Sua monografia de 1897, The Proposed Amendments to the Constitution of the United States During the First Century of Its History, foi um trabalho marcante na história constitucional americana. Além disso, houve também outras obras em destaque de Ames, intitulados John C. Calhoun and the Secession Movement of 1850, Slavery and the Union 1845–1861, e The X.Y.Z. Letters, este último escrito com John Bach McMaster. Entre seus alunos notáveis estavam Ezra Pound, John Musser e Herbert Eugene Bolton.
Membro da família Ames, Herman Ames nasceu em Massachusetts e foi graduado no Amherst College. Posteriormente, recebeu seu doutorado na Universidade de Harvard, onde foi bolsista Ozias Goodwin Memorial em Direito Constitucional e Internacional, e estudou com Albert Bushnell Hart. Assim como Hart, Ames passou um tempo na Europa aprendendo a metodologia histórica alemã e foi influenciado em sua própria pesquisa por sua abordagem. Além disso, foi uma força motriz por trás do estabelecimento dos Arquivos do Estado da Pensilvânia e ajudou a orientar o estabelecimento generalizado de arquivos governamentais nos Estados Unidos. Seus papéis estão guardados nos Arquivos Universitários da Universidade da Pensilvânia.

## Primeiros anos

### Infância e família

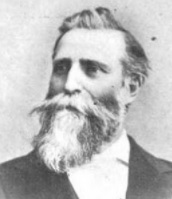
O pai de Herman Ames, Marcus Ames, era um ministro

Filho de Marcus Ames e Jane Angeline Ames (nascida Vandenburg), Herman Ames nasceu em Lancaster, Massachusetts, em 1865.
O pai de Ames, Marcus, foi graduado na Philips Andover Academy, onde se formou como orador oficial antes de estudar medicina na Escola de Medicina de Harvard. Foi ordenado em 1854, tornando-se nas palavras de David Ford um "brilhante, fervoroso e impressionante" pregador do congregacionalismo nos Estados Unidos que ministrou em todo Massachusetts e, posteriormente, trabalhando como superintendente da Lancaster Industrial School for Girls e capelão do asilo, prisão, casa de trabalho e esmola de Rhode Island. Os pais de Marcus Ames —avós paternos de Herman Ames — se chamavam Azel Ames e Mercy Ames (nascida Hatch). O bisavô de Herman Ames, Job Ames, trabalhou na Milícia de Massachusetts durante a Revolução Americana. A família Ames é descendente de William Ames, que se transferiram para a Província da Baía de Massachusetts da cidade de Bruton, na Inglaterra, em 1641.
O sobrenome da família pode ter sido uma corrupção do nome Amyas (que significa "comerciante de Amiens"). No século XVI, o Amyas era frequentemente confundido com o Ames.

### Educação
Ames foi graduado na Mowry and Goff School em Providence, Rhode Island. Depois de se formar, matriculou-se na Universidade Brown antes de se transferir para o Amherst College, onde foi iniciado na fraternidade Delta Upsilon e, mais tarde, se tornou o presidente do comitê. Durante a convenção Delta Upsilon de 1887, Ames desempenhou um papel central na resolução de uma disputa na diretoria sobre a autoridade, isto é, pela qual o Conselho Executivo da Delta Upsilon havia admitido o comitê da Universidade DePauw alguns meses antes. Como aluno de Amherst, foi bastante influenciado por Anson D. Morse, tendo nele como uma referência para definir "uma atitude judicial no estudo da história", lembrando anos depois que "nunca havia entrado em contato com um professor que fosse tão judiciosamente inclinado".

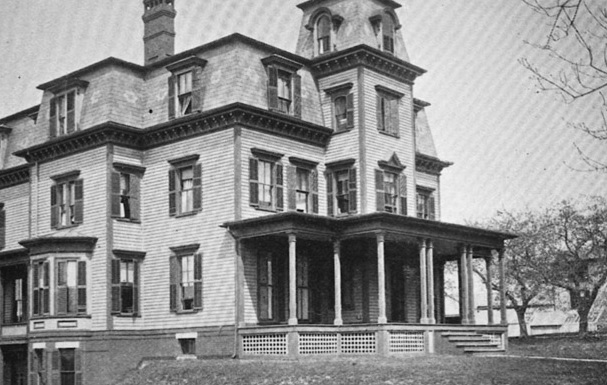
Herman Ames deu-se início na Delta Upsilon no Amherst College, cujo comitê é mostrado na época em que ele era seu presidente

Ames se formou em Amherst com um diploma AB em 1888 e, posteriormente, ingressou Universidade de Harvard. Em Harvard, recebeu um AM em 1890, e um Ph.D. no ano seguinte para sua dissertação The Proposed Amendments to the Constitution of the United States, que foi feita sob a supervisão de Albert Bushnell Hart. Durante seu tempo em Harvard, foi bolsista Ozias Goodwin Memorial em Direito Constitucional e Internacional.
Entre 1891 e 1894, Ames deu aulas de história na Universidade de Michigan, sendo nomeado como professor assistente interino para preencher uma vaga criada pela renúncia de JHT McPherson. Embora seu interesse fosse a história dos Estados Unidos, em Michigan, Ames foi encarregado de ministrar cursos que abrangessem vários períodos da história mundial, uma tarefa para a qual ele admitiria que "não estava particularmente preparado", mas se resignou à ideia de que "alguém deve começar em algum lugar, e esta foi a abertura oferecida". Posteriormente, relembrou essa primeira experiência de ensino "foi valiosa para mim, muito mais, temo, do que para os alunos ensinados. Tive a oportunidade de conhecer a vida e a obra da principal universidade estadual da época".
Ames passou 1895 no exterior, fazendo estudos avançados em história na Universidade de Leipzig e na Universidade de Heidelberg. Durante seus quinze meses na Europa, também realizou uma Grand Tour.

## Carreira

### Professor universitário

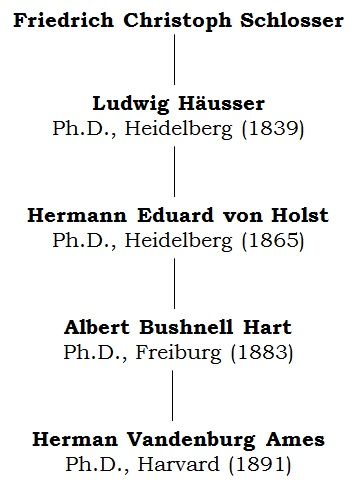
Um gráfico de linhagem mostrando a genealogia acadêmica de Herman Ames

No ano seguinte, ao retornar para a Alemanha, Ames foi contratado como professor assistente no departamento de história da Universidade Estadual de Ohio. Em 1897, mudou-se para a Universidade da Pensilvânia para continuar ensinando história e, em 1908, tornou-se professor titular. De 1907 a 1928, atuou como reitor da escola de pós-graduação da Pensilvânia. Como reitor, Ames fez seu escritório no quarto 105 do College Hall, um quarto que dividia com o resto da equipe da escola de pós-graduação. Sob sua administração, o número de estudantes de pós-graduação da Pensilvânia aumentou cinco vezes e, em 1923, consultou o secretário de Estado dos EUA, Charles Evan Hughes, sobre a implementação de uma bolsa de estudos para financiar o estudo da diplomacia da Pensilvânia usando uma doação de 80 mil dólares do falecido Frederic Courtland Penfield, que estava entre os maiores fundos de bolsas universitárias na época.
Na Pensilvânia, Ames criou uma reputação de "tato, firmeza e altos ideais de erudição". John Musser, um de seus ex-alunos e assistentes de pós-graduação, lembrou que o relacionamento de Ames com seus alunos era acessível, cortês e prestativo e que ele era conhecido por receber os alunos em sua casa e fazer anotações sobre suas carreiras depois de formados. O reitor da universidade, Josiah Penniman, ecoaria a avaliação de Musser, afirmando que não conhecia "nenhum reitor que estivesse mais profundamente interessado nos alunos de pós-graduação da universidade, não apenas aqueles que estudavam história americana, mas todos os que estudavam em qualquer curso".
Durante o ano acadêmico de 1901–02, Ames foi um dos instrutores de Ezra Pound na Pensilvânia; o acadêmico da libra David Ten Eyck definiu este profissional como um estímulo ao interesse do poeta pela história americana. Pound, mais tarde, lembraria que "os cursos de Ames tinham uma vitalidade que durava mais que o mero tempo de suas palestras" e observaria com humor que Ames estava "sem perturbações e distrações" por alunos jogando pingue-pongue fora de seu escritório. De acordo com Ten Eyck, os estudos das notas de Pound dos cursos de Ames indicam seu "profundo interesse no assunto que deve ter fornecido uma base para as reflexões posteriores [de Pound] sobre a história americana". Após a morte de Ames, Pound notaria que — embora eles não tivessem mais contato do que "talvez duas ou três cartas" nas décadas seguintes — ele continuou a nutrir um "forte afeto pessoal" por Ames, citando isso como prova de "humanidade". superando todos os sistemas de partição inventados". Outro estudante notável de Ames foi Herbert Eugene Bolton.

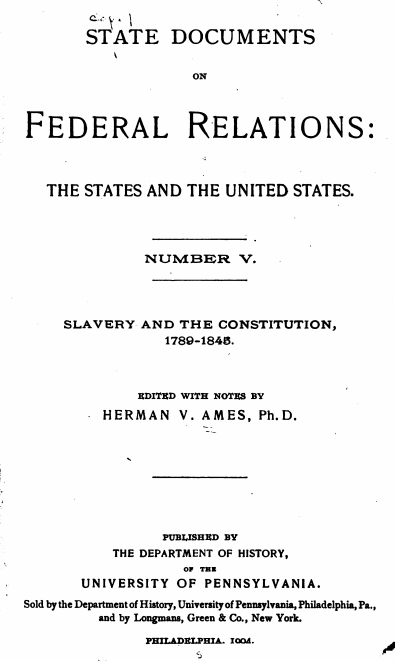
Ames foi o editor de um volume especial da edição State Documents on Federal Relations

Como um acadêmico da história do direito, sua visão da Constituição dos Estados Unidos era, ao mesmo tempo, liberal em sua perspectiva, mas também cautelosa nas tentativas de se intrometer em sua estrutura básica. Quando a décima oitava emenda foi promulgada, isto é, introduzindo a proibição do álcool, sua eventual revogação foi imediatamente prevista pelo historiador.
Em sua visão da história, Ames era tanto presentista quanto relativista; durante uma palestra pública dada no Muhlenberg College em 1909, caracterizou os costumes diários e o comportamento dos primeiros colonos americanos como "bárbaros" em comparação com os padrões contemporâneos e creditou o crescimento da democracia com o desenvolvimento de normas sociais mais liberais. Porém, ao mesmo tempo advertiu sobre fazer julgamentos morais sobre os líderes do passado com base nas expectativas modernas. Como instrutor de história, Ames foi descrito pelo historiador contemporâneo Wayne Journell como "descaradamente" apoiador de seu uso para revigorar o apoio às políticas do governo durante a Primeira Guerra Mundial, citando-o que "é dever do professor de história e cívica aproveitar a maravilhosa oportunidade oferecida pela guerra para ajudar a promover uma opinião pública inteligente e patriótica em apoio ao governo nestes tempos críticos". Musser ofereceu lembranças contraditórias da abordagem acadêmica de Ames, descrevendo-o como tendo uma visão completamente objetiva e imparcial em relação à história e aos assuntos atuais e vendo com ceticismo a ideia de que preocupações como política ou interesse nacional deveriam influenciar seu ensino ou pesquisa.

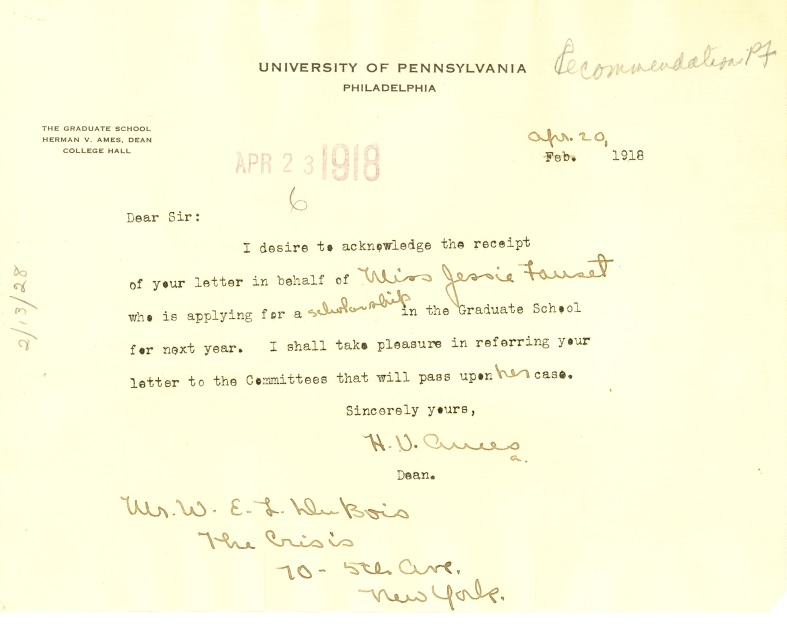
Uma nota de 1918 de Ames para W. E. B. DuBois sobre uma recomendação de aluno

No verão de 1908, Ames foi professor visitante na Universidade de Wisconsin-Madison, onde ministrou o curso "História Política e Constitucional dos Estados Unidos, 1786-1837". Além disso, também deu aulas na Universidade de Columbia e na Universidade da Califórnia em Berkeley. Ativo em intercâmbios acadêmicos, Ames atuou no Conselho Administrativo do Instituto de Educação Internacional, liderou o comitê anfitrião do Conselho de Defesa Nacional da Filadélfia, durante a visita de 1920 de uma missão educacional britânica à cidade e representou a Universidade da Pensilvânia na convenção de 1909 da Associação de Universidades Americanas. Posteriormente, foi o orador de formatura durante os exercícios de graduação de 1923 na New Brunswick High School em New Brunswick, Nova Jérsia, fazendo um discurso intitulado "Preparando para a Cidadania". Durante os exercícios de formatura da Universidade da Pensilvânia em 1925, Ames e John Carew Rolfe receberam títulos honorários de Doutor em Letras.
Após 21 anos como diretor da escola de pós-graduação da Pensilvânia, Ames renunciou ao cargo em 1928 e foi sucedido pelo classicista H. Lamar Crosby. Apesar disso, continuou seus deveres de ensino até sua morte.

### Redação e pesquisa
Os deveres administrativos e de ensino de Ames eram um estorvo contínuo em sua atividade de pesquisa, limitando-o a um corpo de trabalho pequeno, embora influente.

#### As emendas propostas à Constituição dos Estados Unidos
A monografia de Ames de 1897, intitulado The Proposed Amendments to the Constitution of the United States During the First Century of Its History, que indexava 1 736 emendas propostas à Constituição dos Estados Unidos, foi uma expansão de sua tese de doutorado. De acordo com sua obra acadêmica, retornou de suas viagens pela Europa no final do ano para encontrar uma tarefa de ensino e decidiu passar os meses seguintes escrevendo e pesquisando.
A obra de 400 páginas de Ames marcou o primeiro catálogo exaustivo de emendas propostas à Constituição dos Estados Unidos já compilado. Ames visitou pessoalmente um grande número de escritórios estaduais e federais para registrar os detalhes das milhares de resoluções de emenda que haviam sido propostas durante os cem anos anteriores. Ao discutir sua pesquisa, Ames concluiu que muitas das emendas falharam porque eram "curas para males temporários... eram triviais ou impraticáveis... [ou] encontraram um lugar naquela constituição não escrita que cresceu lado a lado com o documento escrito". Ademais, também opinou que as maiorias necessárias para a ratificação de emendas eram tão grandes que criavam "obstáculos constitucionais intransponíveis" à emenda, uma crítica frequente feita durante a Era Progressista.
Uma revisão do volume nos Anais da Academia Americana de Ciências Políticas e Sociais concluiu que era "um trabalho trabalhoso e meticuloso". The Proposed Amendments to the Constitution of the United States During the First Century of Its History rendeu a Ames o prêmio Justin Winsor da American Historical Association (AHA). Foi reimpresso em 1970.

#### Outros trabalhos
Outras obras de Ames também tiveram destaque, como John C. Calhoun and the Secession Movement of 1850, Slavery and the Union 1845–1861 e The XYZ Letters, este último escrito com John Bach McMaster. Ames também editou um volume de State Documents on Federal Relations, um compêndio multi-edição de documentos legislativos estaduais pertencentes ao governo dos EUA.

### Preservação de arquivos
Na virada do século XX, a American Historical Association (AHA) empreendeu um esforço nacional para examinar repositórios de manuscritos e documentos de arquivo e fazer recomendações específicas para sua preservação futura. A iniciativa foi parcialmente influenciada pela defesa de Ames da metodologia histórica alemã, aprendida durante seu ano na Europa, que dava ênfase especial às fontes documentais primárias. A pedido da AHA, Ames passou várias semanas em Harrisburg, no ano de 1899, examinando os registros estaduais da Pensilvânia, que eram mal organizados e amplamente espalhados por vários escritórios estaduais. Além disso, também foi coautor, com o historiador Lewis Slifer Shimmel, de um relatório sobre seu status e, em 1900, apresentou um relatório separado sobre o estado dos arquivos municipais da Filadélfia. Seu relatório concluiu que, ao longo dos anos, os registros públicos da Pensilvânia foram parcialmente saqueados por funcionários do governo, com alguns documentos estaduais conhecidos por serem mantidos por bibliotecas em Nova Iorque e Boston, e outros, provavelmente uma vez com a assinatura original de William Penn, tiveram suas linhas de assinatura recortadas, talvez para guardar lembranças. Ames continuou suas tentativas de inventariar os registros públicos da Pensilvânia em conjunto com seus deveres de ensino na Universidade da Pensilvânia, embora seus esforços fossem prejudicados pela tradição de que todos os escritórios do governo estadual fechassem pontualmente às três horas da tarde.
Ames e Shimmel terminaram seu trabalho com várias recomendações. Primeiro, eles aconselharam que os manuscritos originais, onde pudessem ser encontrados, fossem impressos e encadernados para garantir a preservação de seu conteúdo, mesmo que os registros originais fossem destruídos, perdidos ou roubados. Em segundo lugar, eles pediram para armazenar documentos em armários de aço — em vez de madeira — como medida à prova de fogo. Finalmente, eles pediram a catalogação e centralização de importantes documentos históricos. Em 1903, a mando do governador da Pensilvânia, Samuel W. Pennypacker, um notável historiador, as recomendações de Ames e Shimmel foram realizadas e os Arquivos do Estado da Pensilvânia foram formalmente estabelecidos.
Ames continuou sua defesa da preservação de arquivos como membro da Comissão de Arquivos Públicos da AHA, trabalhando como presidente de 1903 a 1913, e continuando como membro por muitos anos depois. Em 1904, a comissão havia garantido os serviços de historiadores em 32 estados para estudar o status dos registros públicos e, em 1907, Ames escreveu um relatório detalhado sobre a legislação de preservação de arquivos nos Estados Unidos que, posteriormente, seria registrado como o primeiro relatório de sua Gentil. Dois anos depois, em 1909, Ames organizou a primeira conferência nacional de arquivistas do governo americano.
Com sua experiência bem estabelecida em questões arquivísticas, J. Franklin Jameson convocou Ames para dar testemunho ao Comitê do Senado dos Estados Unidos sobre Prédios e Terrenos Públicos, enquanto fazia lobby para a criação dos Arquivos Nacionais dos Estados Unidos. Em fevereiro de 1912, Jameson escreveu a Ames para pedir-lhe que "exponha ao comitê tudo o que houver na prática ou experiência de estados que mereça atenção por pessoas que estão planejando uma construção nacional". O compromisso prévio de Ames de comparecer às comemorações do aniversário de 125 anos da Universidade de Pittsburgh acabou por impedi-lo de viajar a Washington para a audiência. Ainda assim, Jameson continuou a dialogar com Ames, buscando conselhos sobre a política e os impedimentos que ele havia experimentado ao defender a criação de arquivos estatais.

### Associação profissional
Ames trabalhou como secretário correspondente da Sociedade Histórica da Pensilvânia, e foi eleito para a Sociedade Antiquária Americana. Também atuou como presidente da Associação de Professores de História dos Estados Médios e Maryland. Em 1918, foi nomeado — junto com John Bach McMaster, Hampton Carson, William Cameron Sproul e outros — para a Comissão de História da Guerra da Pensilvânia, formada para preservar registros relacionados à participação da Pensilvânia na Primeira Guerra Mundial.

## Morte
Ames havia planejado sua aposentadoria para 1936 e pretendia passar seu último ano na Pensilvânia preparando as bases para dois novos projetos de pesquisa: uma biografia de Robert J. Walker e um estudo sobre o poder de veto presidencial. Nenhum dos dois projetos planejados de Ames deu frutos; posteriormente, morreu em sua residência no 203 St. Mark's Square, na Filadélfia, em 7 de fevereiro de 1935, de uma hemorragia intracerebral após um derrame. Os serviços fúnebres foram realizados na Segunda Igreja Presbiteriana da Filadélfia, com Thomas Sovereign Gates, Roland S. Morris, Emory Richard Johnson, Conyers Read, Roy Franklin Nichols, Lewis M. Stevens, Julian P. Boyd, H. Lamar Crosby e Edward Cheyney trabalhando como coveiros honorários.
Em 7 de maio de 1935, três meses após sua morte, uma reunião memorial foi realizada no Houston Hall, na qual Ames foi elogiado por seus colegas e ex-alunos. Um registro desses discursos, juntamente com cartas enviadas por aqueles que não puderam comparecer — incluindo seu orientador de doutorado Albert Bushnell Hart — foi compilado e editado por Edward Cheyney e Roy Franklin Nichols. A compilação foi publicada pela University of Pennsylvania Press em 1936 como o Memorial: Herman Vandenburg Ames.

## Vida pessoal
Ames era solteiro. Ele morava com sua uma irmã mais velha, Ella Elizabeth, no momento de sua morte. Seu irmão mais velho, Marcus Judson, morreu na infância.
Quanto às suas manias pessoais, dizia-se que Ames tinha um senso de humor aguçado e uma disposição relaxada.
Os interesses pessoais de Ames incluíam música e viagens. Atuou como membro da Ordem dos Fundadores e Patriotas da América, trabalhando como Governador-Geral da sociedade de 1919 a 1921, e da The Mayflower Society. Além disso, trabalhou, por um tempo, como presidente do Delta Upsilon Club da Filadélfia e como historiador internacional do Delta Upsilon. Ames também foi membro da política presbiteriana.

## Reconhecimento

### Honrarias
- 1897: Prêmio Justin Winsor, American Historical Association[2]
- 1925: Doutor Honorário em Letras (Litt. D.), Universidade da Pensilvânia[2]
- 1927: Médico Honorário da Legum (LL. D.), Colégio LaSalle[3]

### Legado
O retrato de Ames, de Alice L. Emmong, está catalogado na National Portrait Collection dos Estados Unidos. O Fundo Ella E. e Herman V. Ames, criado em 1951 por meio de um legado da irmã de Ames, que deixou a maior parte de seu patrimônio para a Universidade da Pensilvânia, apoia a aquisição de materiais sobre história americana pelo sistema de bibliotecas da Universidade da Pensilvânia. Seus papéis estão guardados nos Arquivos Universitários da Universidade da Pensilvânia.

## Obras publicadas

### Livros
- Ames, Herman V. (1897). The Proposed Amendments to the Constitution of the United States During the First Century of Its History (em inglês). Washington, Distrito de Columbia: Sociedade Histórica Americana.[58]
- Ames, Herman V. (1904). Slavery and the Constitution, 1789–1845 (em inglês). Filadélfia, Pensilvânia: University of Pennsylvania Press.[58]
- Ames, Herman V. (1906). Slavery and the Union, 1845–1861 (em inglês) . Filadélfia, Pensilvânia: University of Pennsylvania Press.[58]
- Ames, Herman V. e McMaster, John B. (1912). X.Y.Z. Letters (em inglês). Filadélfia, Pensilvânia: University of Pennsylvania Press.[58]

### Guias curriculares
- Ames, Herman V. (1898). Outline of Lectures on American Political and Institutional History During the Colonial and Revolutionary Periods: With References for Collateral Reading (em inglês). Filadélfia: University of Pennsylvania Press.[59]
- Ames, Herman V. e Root, Winfred (1912). Syllabus of American Colonial History from the Beginning of Colonial Expansion to the Formation of the Federal Union (em inglês). Nova Iorque: Longmans, Green, and Co.[60]

### Artigos científicos
- Ames, Herman V. (outubro de 1896). «A Committee of the Massachusetts Legislature on Additional Amendments to the Federal Constitution, 1790». American Historical Review (em inglês). 2 (1): 99–105. JSTOR 1833618. doi:10.2307/1833618
- Ames, Herman V. (abril de 1900). «Pennsylvania and the English Government, 1699–1704». Pennsylvania Magazine of History and Biography (em inglês). 24 (1): 61–80. JSTOR 20085897
- Ames, Herman V. (janeiro de 1924). «The Amending Provision of the Federal Constitution in Practice». Proceedings of the American Philosophical Society (em inglês). 63 (1): 62–75. JSTOR 984442
- Ames, Herman V. (março de 1931). «The Public Career of Benjamin Franklin: A Life of Service». Pennsylvania Magazine of History and Biography (em inglês). 55 (3): 61–80. JSTOR 20085897
- Ames, Herman V. (abril de 1933). «Recent Development of the Amending Power as Applied to the Federal Constitution». Proceedings of the American Philosophical Society (em inglês). 72 (2): 87–100. JSTOR 20086770

### Palestra
- Ames, Herman V. (1921). "Dalmatia and Adjacent Lands of the Jugo-Slavs". (entregue ao Curso de Palestras Públicas Gratuitas da Universidade da Pensilvânia em 7 de abril de 1920 e publicado em University Lectures Delivered by Members of the Faculty in the Free Public Lecture Course Volume 7 1919–1920).[61]

### Relatórios
- Ames, Herman V. (1898). "História da Delta Upsilon". (publicado em The Delta Upsilon: An Annual Containing the Records of the Sixty-fourth Annual Convention of the Delta Upsilon Fraternity)[62]
- Ames, Herman V. e Shimmel, LS (1900). "Relatório sobre os Arquivos Públicos da Pensilvânia". (publicado no Relatório Anual da American Historical Association)[63]
- Ames, Herman V. e McKinley, Albert. (1901). "Relatório sobre os Arquivos Públicos da Cidade e Condado de Filadélfia". (publicado no Relatório Anual da American Historical Association)[63]
- Ames, Herman V. e Kelker, Luther. (1904). "Lista do conteúdo dos arquivos da Pensilvânia". (publicado no Relatório Anual da American Historical Association)[63]
- Ames, Herman V. (1906). "O Trabalho da Comissão de Arquivos Públicos". (publicado no Relatório Anual da American Historical Association)[63]